# جورتشاران سينغ
جورتشاران سينغ مواليد 10 أبريل 1977 في الهند، هو ملاكم هندي يصنف ضمن فئة الوزن الثقيل. شارك في دورة الألعاب الأولمبية الصيفية سنة 1996.

## إحصائيات
خاض خلال مسيرته 21 نزالا، فاز في 20 ولم يتعادل وخسر في 1. فاز بالضربة القاضية في 11 نزالا.

## روابط خارجية
- جورتشاران سينغ على موقع بوكس ريك (الإنجليزية) (registration required)
- جورتشاران سينغ على موقع اللجنة الأولمبية الدولية (الإنجليزية)
- جورتشاران سينغ على موقع أوليمبيديا (الإنجليزية)